# 大宮三郎
大宮 三郎（おおみや さぶろう 1964年 - ）は日本のアニメプロデューサー・ラジオパーソナリティ。愛知県半田市出身。妻はアニメーターの渡辺真由美。本名は岩川 広司。

## 人物・経歴
髭とサングラスがトレードマーク。
アニメ関係の専門学校卒業後にカナメプロダクションに入社。この時に後に妻となる渡辺と出会う。同社倒産後はケイエスエスに移籍し、ケイエスエスおよびその関連会社のアニメ作品の営業・宣伝を担当したのちにプロデューサーを務めた。
2004年にトライネットエンタテインメントへ飯塚康一と共に移籍。両者が抜けたケイエスエスは程なくして事実上アニメ制作から撤退に追い込まれた。
トライネットエンタテインメントではインターネットラジオサイト『音泉』にて、『サブちゃん一家の、だからアニメはやめられない!?』を開始させるに至る。『つよきす Cool×Sweet』を担当した後同社を退社し、2007年5月1日に株式会社ムーグーを設立した。トライネットエンタテインメントはその後日本出版販売の完全子会社を経て、2009年4月には他の傘下と合併して社名が日販物流サービスになり組織ごと消滅。
2008年から『めでぃあ横町』で『サブちゃん一家の、やっぱりアニメはやめられない!?』が配信、前身番組からレギュラー出演していた飯塚は途中で降板した。2011年にはインターネットラジオ『松田一家のドアはいつもあけっぱなし』とのコラボ『サブ家 vs 松家 全面抗争勃発!?』を配信。2014年には自身がプロデュースしたOVA『サクラカプセル』とのコラボとしてニコニコ生放送『サブちゃん一家のそれでもアニメはやめられない!?×サクラカプセル』に出演。
大宮三郎名義での活動が主だが、アニメ作品の企画及びムーグーの取締役としては本名の岩川広司名義になっている。

## 代表作
本名名義のみで参加した作品も含む

### カナメプロダクション
- 夢次元ハンターファンドラ レム・ファイト編（制作進行）
  - 夢次元ハンターファンドラ PART III ファントス編（制作進行）
- ザ・ヒューマノイド 哀の惑星レザリア（制作進行）
- ウインダリア（制作進行）
- 聖闘士星矢（製作進行・美術進行）
- マシンロボ クロノスの大逆襲（制作進行）
- のらくろクン（制作進行）

### ケイエスエス（Softgarage）
- 雲界の迷宮ZEGUY
- 愛天使伝説ウェディングピーチ
- LEGEND OF BASARA
- To Heart - TVシリーズのみ
- エルフ版 下級生
- HAPPY★LESSON
- Happy World!
- ONE 〜輝く季節へ〜
- らいむいろ戦奇譚 - TVシリーズのみ
- True Love Story Summer Days, and yet...

### トライネットエンタテインメント
- こいこい7
- 機動新撰組 萌えよ剣 TV
- はっぴぃセブン 〜ざ・テレビまんが〜
- Φなる・あぷろーち
- W〜ウィッシュ〜
- ラムネ
- 鍵姫物語 永久アリス輪舞曲
- 吉永さん家のガーゴイル
- エン女医あきら先生 - ドラマCD
- うぃうぃdays - ドラマCD
- つよきす Cool×Sweet

### ムーグー
- 学校の怪談 (小川京美の漫画) - トライネットエンタテインメント時代の2005年からプロデュース。
- ごきチャ
- サクラカプセル

## 著書
- 声優サバイバルガイド 〜現役プロデューサーが語る“声優の戦い方"〜 （サンクチュアリ・パブリッシング 2015年11月10日発行） ISBN 978-4-86113327-5